# Tuggeranong Creek
Tuggeranong Creek är ett vattendrag i Australien. Det ligger i territoriet Australian Capital Territory, i den sydöstra delen av landet, omkring 13 kilometer sydväst om huvudstaden Canberra.
Runt Tuggeranong Creek är det i huvudsak tätbebyggt. Runt Tuggeranong Creek är det tätbefolkat, med 286 invånare per kvadratkilometer. Genomsnittlig årsnederbörd är 990 millimeter. Den regnigaste månaden är februari, med i genomsnitt 169 mm nederbörd, och den torraste är maj, med 39 mm nederbörd.